# Gunilla Eriksson
Gunilla Eriksson, född 1958, är en svensk tidigare handbollsspelare. Hon blev utsedd till årets kvinnliga handbollsspelare 1982. 

## Klubbkarriär
Gunilla Eriksson började spela handboll i Skånela IF där hon spelade till 1979. Sista året i Skånela placerade hon sig på tredje plats i  skytteligan i damallsvenskan med 128 mål efter Berit Berglund och Ann-Britt Carlsson som både gjorde 136 mål. Efter denna säsongen bytte hon klubb till Stockholmspolisens IF där hon spelade i tre säsonger till 1982 då hon återkom till Skånela. Med Stockholmspolisen tog hon SM-guld 1980, 1981 och 1982 och fick spela i Europacupen med laget.

## Landslagskarriär
Gunilla Eriksson landslagsdebuterade i A-landslaget då hon var 19 år 1978. Hon spelade sedan 71 landskamper 1978-1983 och stod för 188 mål, målsnitt 2,65 mål per match. Dessförinnan hade hon 1974 till 1976 spelat 9 ungdomslandskamper och gjort 6 mål 1974-1976. Säsongen 1981-1982 blev hon utsedd till Årets handbollsspelare i Sverige. Internationellt tillhörde Sverige inte eliten i världen så Gunilla Eriksson har inga större internationella meriter.
Spartakiaden 1979 då Sverige blev bästa utländska lag var ett undantag. Ann-Britt Carlsson var turneringens bästa svenska med 28 mål. I matchen om 5-6:e plats möttes Sverige och Estland. Så här skrev förbundskaptenen Gunnar Stockhammar om matchen i tidningen Handboll nr 6/79:
Det behövdes två förlängningar innan Estland drog det längsta strået. Hela Spartakiadens finalprogram försköts genom den dramatiska kampen. Estland hade i gruppspelet slagit Bulgarien och Norge.
Vi hade segerchans vid 14-11 på ordinarie speltid, men Estland spurtade starkt. I första förlängningen ledde Estland med två mål 40 sekunder före slut, men Gunilla Eriksson reducerade och Ammie Westerberg kvitterade då två sekunder återstod. Taket höll på att lyfta sig, så spännande var det. Så avgjorde Estland i andra förlängningen när 25 sekunder återstod.

Ann-Britt Carlsson punktmarkerades. Åse Fernis hade tur med stolpträffar, men någon tur hade vi inte med domarna. Gunilla Eriksson serverade en ny toppmatch och stora plus även till Ammie Westerberg och Lena Zachrisson. Slutresultat 21-22.